# Resolució 295 del Consell de Seguretat de les Nacions Unides
La Resolució 295 del Consell de Seguretat de les Nacions Unides fou adoptada el 3 d'agost de 1971. Després de rebre una carta del representant permanent de Guinea, país dirigit per Ahmed Sékou Touré, el Consell va afirmar la seva independència i integritat territorial i va decidir enviar-hi una missió de tres membres del Consell per consultar amb les autoritats i informar de la situació immediatament. La missió havia de ser designada prèvia consulta entre el President del Consell i el Secretari General.
La sol·licitud de la present resolució pel Govern de Guinea es va produir després d'una sèrie d'incursions transfrontereres dels portuguesos dirigides pel govern colonial de la Guinea Portuguesa a principis de 1971 contra les bases de la guerrilla independentista del PAIGC a Guinea, país amb un règim que recolzava i donava refugi als seus líders. Això va produir un any després la invasió de la capital de Guinea, Conakry, (Operació Mar Verd) el 22 de novembre de 1970 per forces portugueses portat que van rescatar presoners de guerra portuguesos i destruí equipament militar de les guerrilles. Aquests atacs van cessar, però les tensions frontereres van continuar fins a la independència de Guinea Bissau el 10 de setembre de 1974 pels esdeveniments de la revolució dels clavells a Lisboa el 25 d'abril de 1974.